# Paul Brunton

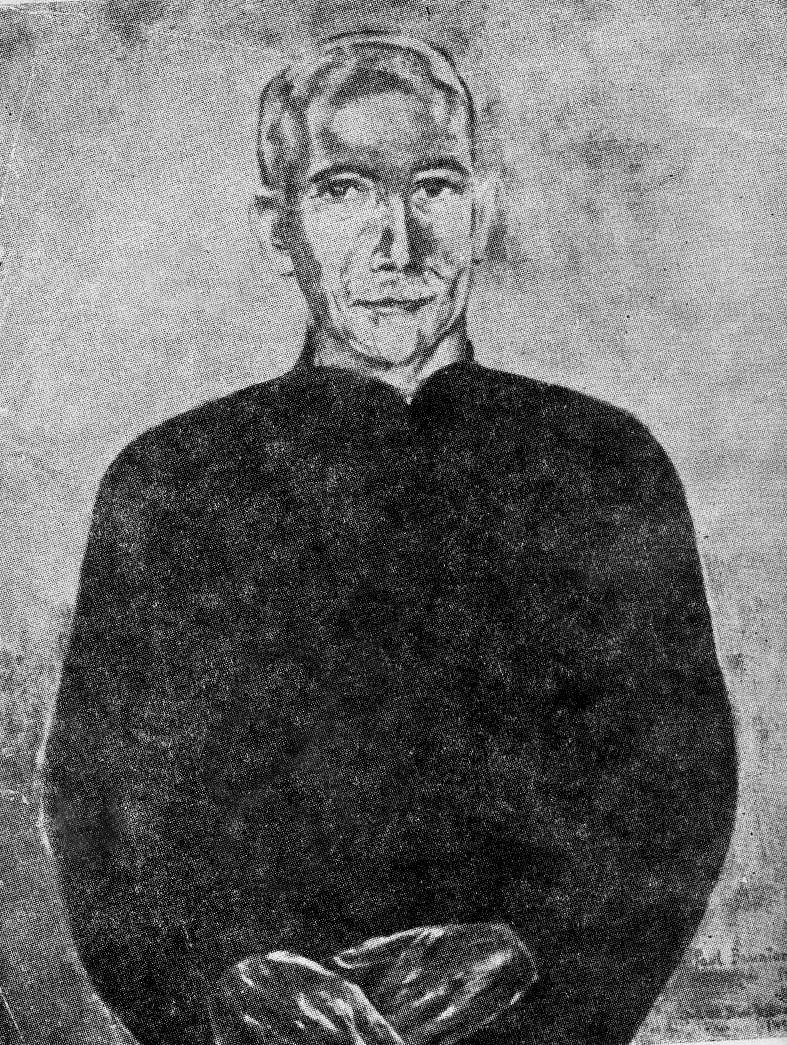
Paul Brunton

Paul Brunton (Londen, 21 oktober 1898 - Fribourg (stad), 27 juli 1981) is het pseudoniem voor Raphael Hurst, een Brits journalist en auteur van boeken over spiritualiteit.
Bij Ramana Maharshi kreeg hij een bijzondere innerlijke ervaring en daarom bracht hij deze spirituele leraar onder de aandacht van het Westen.

## Levensloop
Brunton werd geboren in een Joods gezin in Londen. In 1921 huwde hij met Karen Augusta Tuttrup, waarmee hij een zoon Kenneth kreeg.
Na jaren van studie en meditatie vertrok hij naar India om de spirituele leraars aldaar te ontmoeten. Ramana Maharshi maakte het meest indruk op hem. Een deel van Bruntons werken zijn door hem geïnspireerd.
De laatste jaren had hij zich wegens gezondheidsredenen teruggetrokken in Zwitserland, waar hij in 1981 overleed op 82-jarige leeftijd.

## Publicaties in Nederlandse vertaling
- Geheim Egypte
- Geheim India (=Verborgen Wijsheid bij de yogi's van Voor India)
- Het Super-Ego
- Hoger dan Yoga
- De Geheime Weg
- Heremiet in de Himalaya
- De Spirituele Crisis van de Mens
- De Innerlijke Werkelijkheid
- Boodschap van Arunachala

## Publicaties in de Engelse taal
Zijn "notebooks" verschenen in het Engels in 16 delen.